# Amaya (Texas)
Amaya è un census-designated place (CDP) degli Stati Uniti d'America della contea di Zavala nello Stato del Texas. La popolazione era di 93 abitanti al censimento del 2010. È stato creato per distacco dal CDP di Las Colonias.

## Geografia fisica
Amaya è situata a 28°42′50″N 99°50′09″W (28.713886, -99.835838).
Secondo lo United States Census Bureau, il CDP ha una superficie totale di 0,59 km², dei quali 0,59 km² di territorio e 0 km² di acque interne (0% del totale).

## Società

### Evoluzione demografica
Secondo il censimento del 2010, la popolazione era di 93 abitanti.

### Etnie e minoranze straniere
Secondo il censimento del 2010, la composizione etnica del CDP era formata dal 96,77% di bianchi, lo 0% di afroamericani, lo 0% di nativi americani, lo 0% di asiatici, lo 0% di oceanici, il 3,23% di altre razze, e lo 0% di due o più etnie. Ispanici o latinos di qualunque razza erano il 100% della popolazione.